# Kebonsari (Sumbersuko)
Kebonsari is een bestuurslaag in het regentschap Lumajang van de provincie Oost-Java, Indonesië. Kebonsari telt 5536 inwoners (volkstelling 2010).